# Masia de la Rectoria (Salt)
La Masia de la Rectoria és una masia a la vila de Salt (al Gironès) protegida com a bé cultural d'interès local. Típica masia d'estructura basilical de planta i pis i segon pis per a la pallissa o golfes al cos central. D'aparença simètrica la façana presenta tres obertures a l'alçada de la planta noble amb la llinda plana i muntants de pedra ben tallada. Els murs són de pedra rierenca, arrebossats i amb carreus ben escairats a les cantonades. La porta central s'ha modificat i probablement s'hagi reduït la llum. A la façana sud (part del darrere), l'obertura de les golfes és de punt rodó. Les obertures del pis també tenen carreus a excepció del balcó central de pedra i llinda plana amb clau dovellada. La façana principal manté el rellotge de sol amb la inscripció de 1728, 28 d'abril i la numeració.
Al seu interior trobem la sala central amb volta plana amb rajol enguixat i amb arcs torals sobre mènsules i llunetes. La paret de la sala s'ha deixat sense arrebossar i es pot veure l'opus incertum força ben alineat i mantenint encara algun muntant de pedra ben tallada d'antigues obertures.
Les golfes encara conserven els cairats de fusta.